# Clause de cession
 (mars 2022).
En droit français, la clause de cession est, comme la clause de conscience, une disposition du statut de journaliste figurant dans la loi du 29 mars 1935 à l'unanimité par le Parlement, qui permet à tout journaliste de quitter de sa propre initiative une entreprise, tout en percevant les indemnités de licenciement lorsque le journal ou le périodique auquel il collabore est cédé.
Ces indemnités s'élèvent pour les journalistes à un mois de salaire par année de travail. La clause de cession est le plus souvent invoquée à l’occasion de la cession ou du changement d’actionnaires. Elle est prévue par l'article L.7112-5 du Code du travail, la jurisprudence établissant en 1969, qu'un journaliste ne peut invoquer la clause de cession qu'une fois celle-ci effective.
Sa mise en œuvre est de droit dès lors que le journaliste « aura été informé de manière définitive et détaillée de la survenance de l’opération de cession et a donc pu être éclairé sur la personnalité des membres de la nouvelle direction », par l’intermédiaire du comité d’entreprise ou de toute autre indication. La durée de la clause de cession et le montant des indemnités versées au-delà de quinze ans de présence dans l'ancienneté font l'objet d'un accord d'entreprise négocié avec les syndicats.
En cas de litige, le différend est soumis à la commission arbitrale, prévue par les articles L.761-5 et 6 du Code du travail. Cette commission est composée de deux membres désignés par les organisations professionnelles des employeurs, deux membres désignés par les organisations professionnelles des salariés et présidée par un haut fonctionnaire, généralement un magistrat.
La commission arbitrale établit un pourcentage du salaire mensuel pour les années au-delà de quinze ans. Dernier cas en date, le rachat du Courrier picard par le quotidien voisin La Voix du Nord en 2009 a vu les journalistes disposant de plus de quinze ans d'ancienneté obtenir un pourcentage de 120% du salaire mensuel pour les années d'ancienneté au-delà de quinze ans.
L'application de la clause de cession est supervisée par la commission arbitrale, l'une des cinq grandes commissions qui cogèrent la profession, en vertu du paritarisme, des lois spécifiques à la profession. Les 4 autres sont: 
- la Commission paritaire nationale de l'emploi des journalistes
- la Commission de la carte d'identité des journalistes professionnels
- la Commission paritaire des journalistes rémunérés à la pige
- la Commission des droits d'auteur des journalistes.